# 博日克·约瑟夫
博日克·约瑟夫（匈牙利語：Bozsik József，1925年11月28日—1978年5月31日），匈牙利男子足球运动员，司职中场。他曾代表匈牙利国家队参加1952年夏季奥林匹克运动会足球比赛，获得一枚金牌。